# Finansiel Stabilitet
Finansiel Stabilitet er en dansk selvstændig offentlig virksomhed, oprettet i 2008, der har til formål at sikre finansiel stabilitet i Danmark. Selskabet har pr. 30. juni 2013 overtaget 12 nødlidende banker. Selskabet var oprindelig et aktieselskab med navnet Finansiel Stabilitet A/S, men blev 1. juni 2015 omdannet til en selvstændig offentlig virksomhed.

## Formål
Finansiel Stabilitets opgaver er at:
- Afvikle nødlidende banker under Bankpakke 1.
- Afvikle nødlidende banker under Bankpakke 3 og Bankpakke 4.
- Administrere individuelle statsgarantier på hybrid kernekapital under Bankpakke 2.
- Afvikle aktiviteter i FS Property Financca A/S, der er et afledt selskab af FIH Erhvervsbank, der skal sikre bedre finansiering til små- og mellemstore virksomheder efter Bankpakke 5.

Den overordnede idé med oprettelsen af Finansiel Stabilitet A/S var, at staten ved at videreføre nødlidende pengeinstitutter/banker som going concern i et nyt selskab kunne sikre en bedre tabsdækning til simple kreditorer i de pengeinstitutter, der har indgået aftale med Det Private Beredskab. Finansiel Stabilitet er derfor også af medierne blevet kaldt Statens Finansielle Skraldespand

## Historie
Som følge af den finansielle krise fik flere banker økonomiske problemer. Finansiel Stabilitet A/S blev stiftet i oktober 2008 som følge heraf. Det skete som led i en "aftale mellem den danske stat og den finansielle sektor i Danmark (Det Private Beredskab) om sikring af den finansielle stabilitet i Danmark".

### Selskaber overtaget af Finansiel Stabilitet
Finansiel Stabilitet havde pr. udgangen af 2009 brugt 5,8 mia. kr. på nødlidende banker:
- ebh bank – 3,2 mia. kr.,
- Gudme Raaschou Bank (Pantebrevsselskabet af 2. juni 2009) – 1,4 mia. kr.,
- Løkken Sparebank –  0,6 mia. kr.
- Fionia Bank – 0,6 mia. kr.
- Straumur Burdaras Investment Bank hf
- Roskilde Bank

Roskilde Bank blev overtaget af Finansiel Stabilitet 10. august 2009. Banken havde siden 24. august 2008, dvs. før etableringen af Finansiel Stabilitet, været ejet i fællesskab af Nationalbanken og Det Private Beredskab. Statens samlede tab på Roskilde Bank er pr. ultimo 2009 opgjort til 6,6 mia. kr.
Den 30. september 2010 blev Eik Bank Danmark overdraget til Finansiel Stabilitet. Den 28. februar 2011 blev aktierne i banken videresolgt til Spar Lolland, som dermed overtog Eik Bank.
Den 6. februar 2011 blev Amagerbanken ligeledes overtaget af Finansiel Stabilitet. Den blev senere solgt til BankNordik.
Andre banker, bl.a. DiBa Bank og Skælskør Bank har været i søgelyset, men har indtil videre klaret skærene.

## Kritik
I 2010 var statens udgifter til driften af Finansiel Stabilitet en milliard kroner, og dens omkostningsniveau skønnedes af en ekspert at være for stort:
"Finansiel Stabilitet har fået for meget frirum og har fra starten haft en uheldig særstatus i den offentlige sektor. Organisationen har aldrig været underlagt tilstrækkelig parlamentarisk og administrativ kontrol, men har fået lov til at leve sit eget liv og har haft adgang til en masse penge. Derfor er udgifterne kørt alt for højt op."
En af følgerne af den manglende kontrol blev angivet at være lønudgifterne på 439 millioner kroner til de knap 700 ansatte, hvilket var markant over lønningerne i branchen.
Både Enhedslisten og Venstre krævede på baggrund af ekspertvurderingen en undersøgelse af sagen, ligesom Rigsrevisionen angiveligt var opmærksom på problemerne i Finansiel Stabilitet.